# もあいかすみ
もあいかすみ（1991年11月9日 - ）は、料理研究家、管理栄養士、インスタグラマー、クリエイター、食品衛生管理者・監視員である。

## 経歴
東京家政大学家政学部栄養学科を卒業後、食品メーカーに就職。全国チェーンのレストランや量販店など、幅広い業態のメニュー開発を手がける。後、食品領域の広告プランナーとして勤務。忙しく働きながら自炊してきた経験と、管理栄養士の資格を生かして、料理家研究家として独立。Instagramで紹介している“働く方の為の簡単時短レシピ”で注目を浴び、現在はテレビ・ラジオ・雑誌・Webサイトなどの幅広いメディアに出演。レシピ開発・レシピ動画開発、料理教室、イベント登壇など食に関する様々な活動を行っている。
SNSでの総フォロワー数120万人。（2025年6月）

## 人物
一児の母。猫が好きで、2匹飼っている。

### 書籍・商品開発
- #OL仕事めし がんばらなくてもできる おいしい!すぐレシピ　を出版（2020年10月）。[1]
- キッチンブランドmoai　をプロデュース。

### レシピ開発
- 日本栄養士会
- 大塚製薬
- キユーピー
- 味の素
- PARCO
- レタスクラブ
- 小学館
- 全日本氷糖工業組合
- スペイン産オリーブオイル
- ザーネワンダー
- USハイブッシュブルーベリー協会
- ジップロック　旭化成
- 濵田酒造
- チキンフェスosaka2022

他多数

### 出演
- ヒルナンデス！（2022年9月）[2]
- くいしん坊!万才（2022年8月）[3]
- ピーチCAFÉ（読売テレビ）（2022年4月）[4]
- Live News It!（フジテレビ系列）
- J-WAVE
- ラストマン-全盲の捜査官- 第5話（2023年5月21日、TBS） - 本人 役[5]

### アンバサダー
- 日本栄養士会主催「栄養の日・栄養週間2021」
- BELTA公式アンバサダー

### イベント登壇
- ミールキット記者会見　ワタミ株式会社
- クッキングフェア　公益社団法人米穀安定供給確保支援機構
- さがするオンラインレッスン　大阪ガス
- 岡山栄養士協会
- クチコミフェスタ2021　WOMマーケティング協議会（WOMJ）
- インフルエンサーマーケティングMBA講座　青山学院大学

### 雑誌掲載
- 女性セブン
- oggi
- 日本栄養士会雑誌
- with online
- レタスクラブ
- 美的

### コンサルティング
- デジタル食育ガイドブック　農林水産省